# هجوم إيتمار (2002)
هجوم إيتمار، هي عملية وقعت مساء الخميس الموافق 20 يونيو 2002 حوالي الساعة 9:00 مساءً، حيث دخل مُسلحان فلسطينيان منزلًا في مستوطنة إيتمار في الأراضي المُحتلة في الضفة الغربية، ونتجت عن مقتل عائلة إسرائيلية بقتل امرأة وابنائها الثلاثة، بينما أصيب طفلان. وفي وقت لاحق تمكن منفذا العملية من قتل قائد الفرقة الأمنية أثناء محاولته اقتحام المنزل. فيما بعد قُتِلَ المُسلحان الفلسطنيان، وأصيب ثمانية إسرائيليين عندما اقتحم جنود للمنزل. كان هذا هو الهجوم الثاني على إيتمار في أقل من شهر. أعلنت الجبهة الشعبية لتحرير فلسطين مسؤوليتها عن العملية.

## الهجوم
وصل المُنفذان إلى إيتمار بعد الساعة 21:00 بوقت قصير وبدأوا في إطلاق النار في جميع الاتجاهات. ثم اقتحموا منزلًا آخر، نتج إطلاق النار عن مقتل الأم راشيل (40 عامًا) وأطفالها الثلاثة: نيريا (15 عامًا) وزفيكا (12 عامًا) وأفيشاي (5 سنوات). قام أحد المنفذان بإطلاق النار على جراح أصايل (10 أعوام)، والذي عرفت إصابته في وقت لاحق بأنها شديدة، وعافية (13 عامًا)، التي تم تحديد إصابتها لاحقًا بأنها متوسطة إلى شديدة.
وصلت وحدة أمن المستوطنات إلى الموقع بمجرد سماع صوت إطلاق النار. و شنت الوحدة الأمنية الإسرائيلية هجومها على المسلحين، واقتحم قائد الفرقة الأمنية الإسرائيلية يوسف تويتو البالغ من العمر 31 عامًا المنزل، لكن استطع منفذا العملية من قتله، لكنهما حوصروا في المنزل. في وقت لاحق، وصلت قوات جيش الدفاع الإسرائيلية وشرطة الحدود الإسرائيلية إلى المنزل وتبادلوا إطلاق النار مع المُسلحين. وصلت قوات الياماس إلى الموقع أيضًا، وبدأت في الاستعداد لاقتحام المنزل. بعد ساعة اقتحم الجنود الاحتلال المنزل، وخلال تبادل إطلاق النار أُستشهد أحد المقاومين. و حاول أحدهما مُغادرة المنزل عبر نافذة لكنه قُتل بعد معركة قصيرة قرب المنزل.
خلال العملية، أصيب ثمانية إسرائيليين واندلع الحريق في المنزل. تأخرت سيارات الإسعاف التي تحمل الجرحى عن طريق حواجز الطرق ورشقت بالحجارة.
أعلنت الجبهة الشعبية لتحرير فلسطين مسؤوليتها عن العملية.

### القتلى
- يوسف تيتو، 31[6]
- راشيل شابو، 40
- نيريا شابو، 15
- افيشاي شابو، 5
- زفيكا شابو، 12